# أذينة قصيرة الأسنان
الأذينة قصيرة الأسنان أو العيزارة قصيرة الأسنان (باللاتينية: Phlomis brachyodon) نوع نباتي يتبع جنس الأذينة من الفصيلة الشفوية.

## الموئل والانتشار
موطن هذا النوع بلاد الشام.

## مرادفات للاسم العلمي
- (باللاتينية: Phlomis armeniaca var. brachyodon Boiss.)